# Połączenie owijane

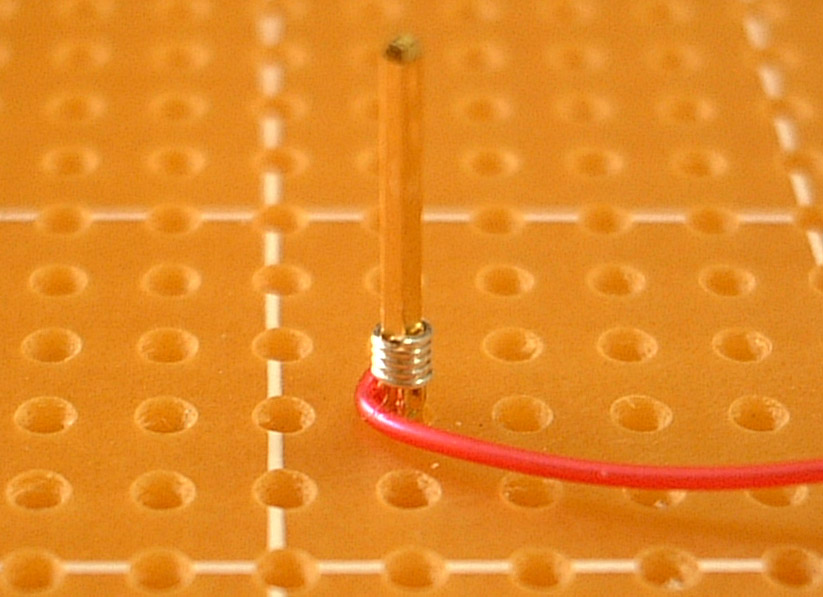
Połączenie owijane – zbliżenie

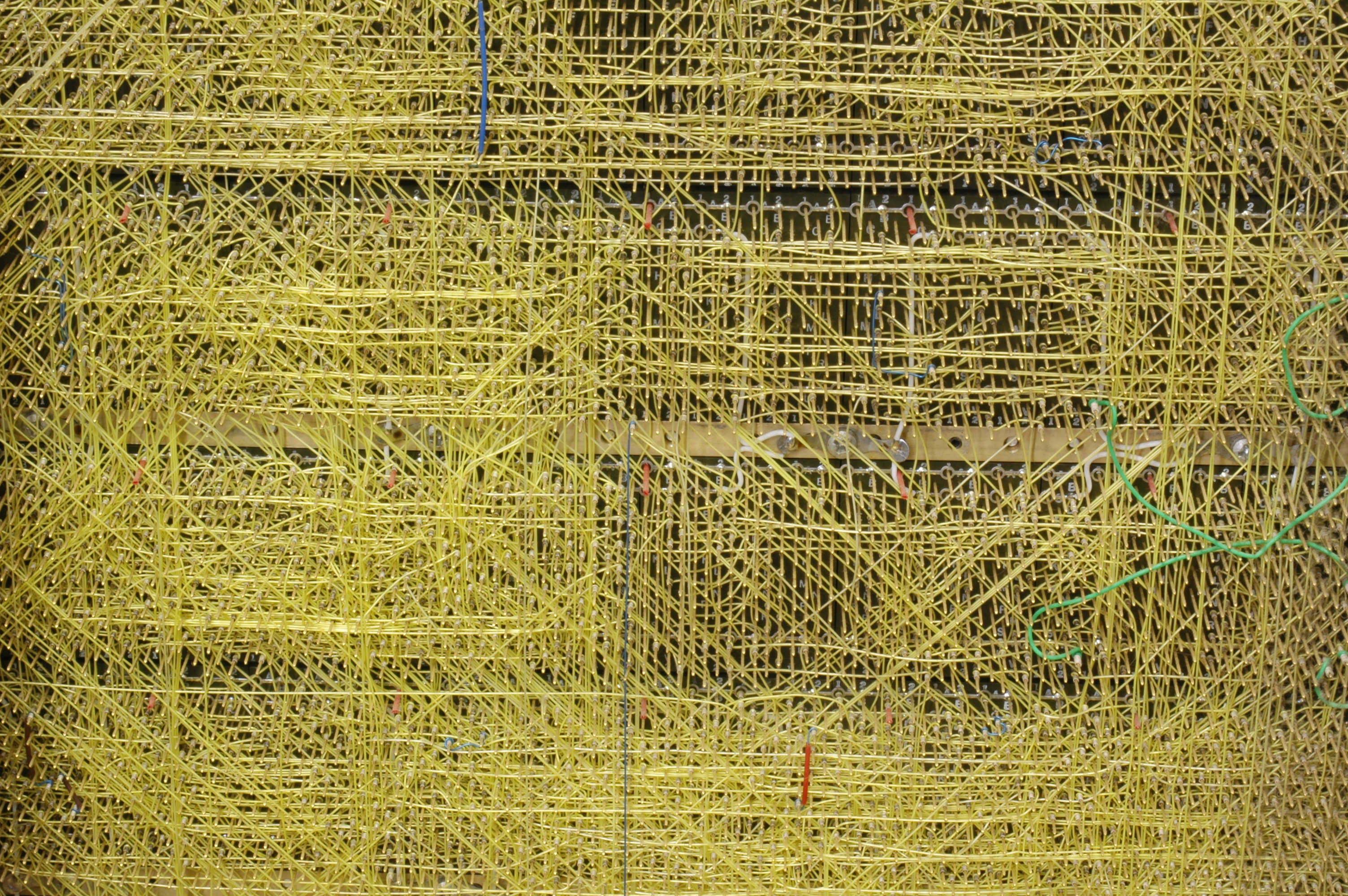
Fragment komputera PDP-8: sieć połączeń wykonanych techniką owijania

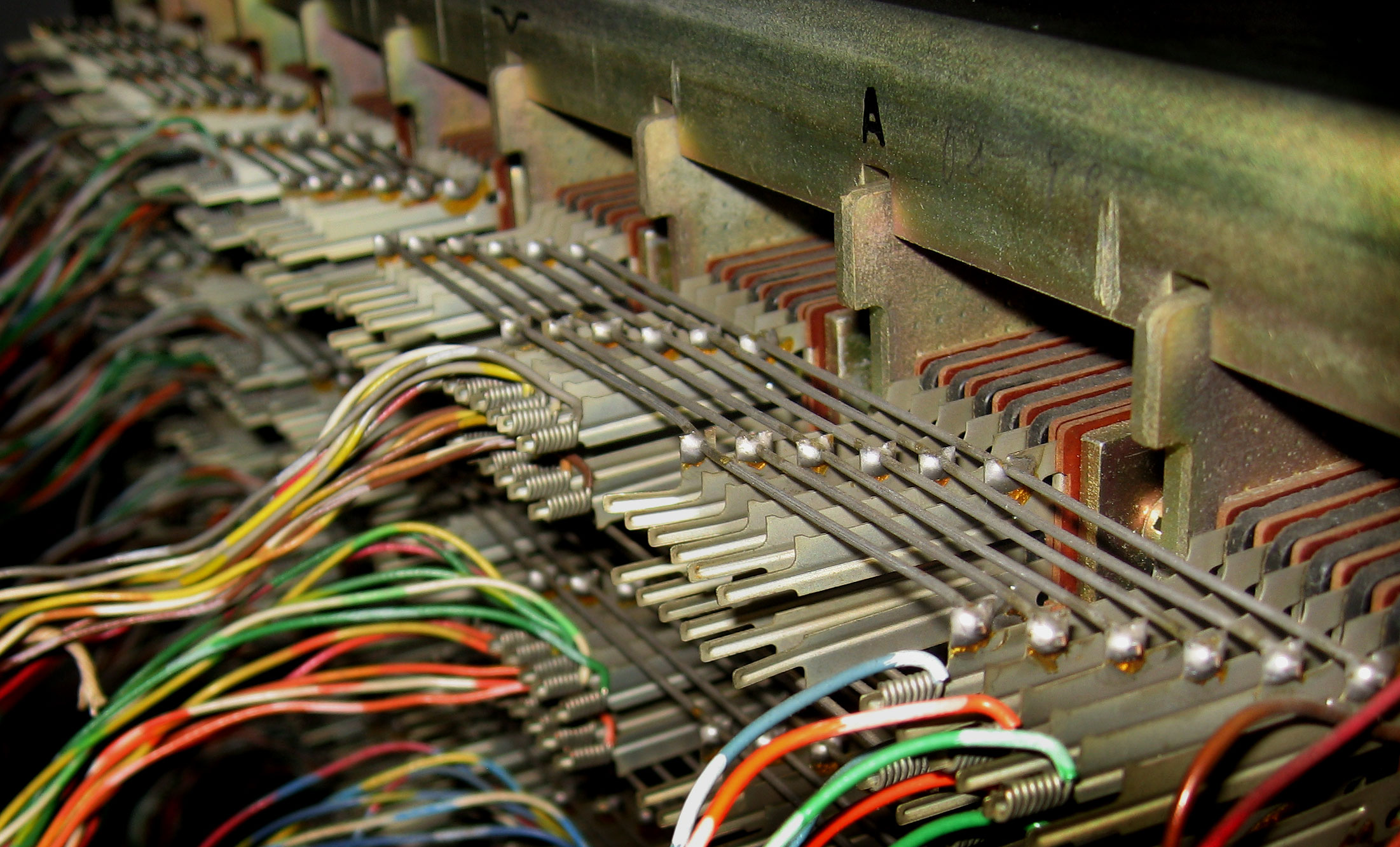
Połączenia w centrali telefonicznej wykonane częściowo techniką owijania

Połączenie owijane (ang. wire wrap) – technika realizacji połączenia elektrycznego w urządzeniach elektronicznych polegająca na nawinięciu kilku zwojów cienkiego drutu na posiadającej ostre krawędzie cienkiej końcówce montażowej (np. o przekroju kwadratowym lub prostokątnym) grubości ok. 1 milimetra.
Dobry kontakt elektryczny przewodu z końcówką montażową powstaje w wyniku wciśnięcia, podczas procesu owijania drutu wokół niej, jej ostrych krawędzi w strukturę powierzchni drutu. Ten rodzaj połączenia nie wymaga dodatkowego lutowania (aczkolwiek go nie wyklucza) i zapewnia wystarczającą trwałość zarówno mechaniczną, jak i elektryczną. Stosowany jest powszechnie w urządzeniach (szczególnie przemysłowych), w których występuje znaczna liczba połączeń, np. w centralach telefonicznych, ale także w komputerach.

## Historia
Technologia połączeń owijanych opracowana została przez The Bell Laboratory (Western Electric Company) w roku 1952. W Polsce zaczęto je stosować w komputerach od Odry 1204 z 1967 roku, a szerzej około połowy lat 70. XX wieku, w tym samym czasie, kiedy wprowadzone zostały tu pierwsze francuskie centrale telefoniczne systemu Pentaconta.

## Cechy
- gazoszczelność
- wykonanie w temperaturze otoczenia
- naprawialność i łatwość modyfikacji
- w stosunku do połączeń lutowanych większa niezawodność[2] oraz większa wytrzymałość mechaniczna połączeń modyfikowanych
- możliwość łączenia przewodów drutowych o średnicy od 0,15 do 1 mm
- praca w temperaturze do 70 °C.

## Owijarki

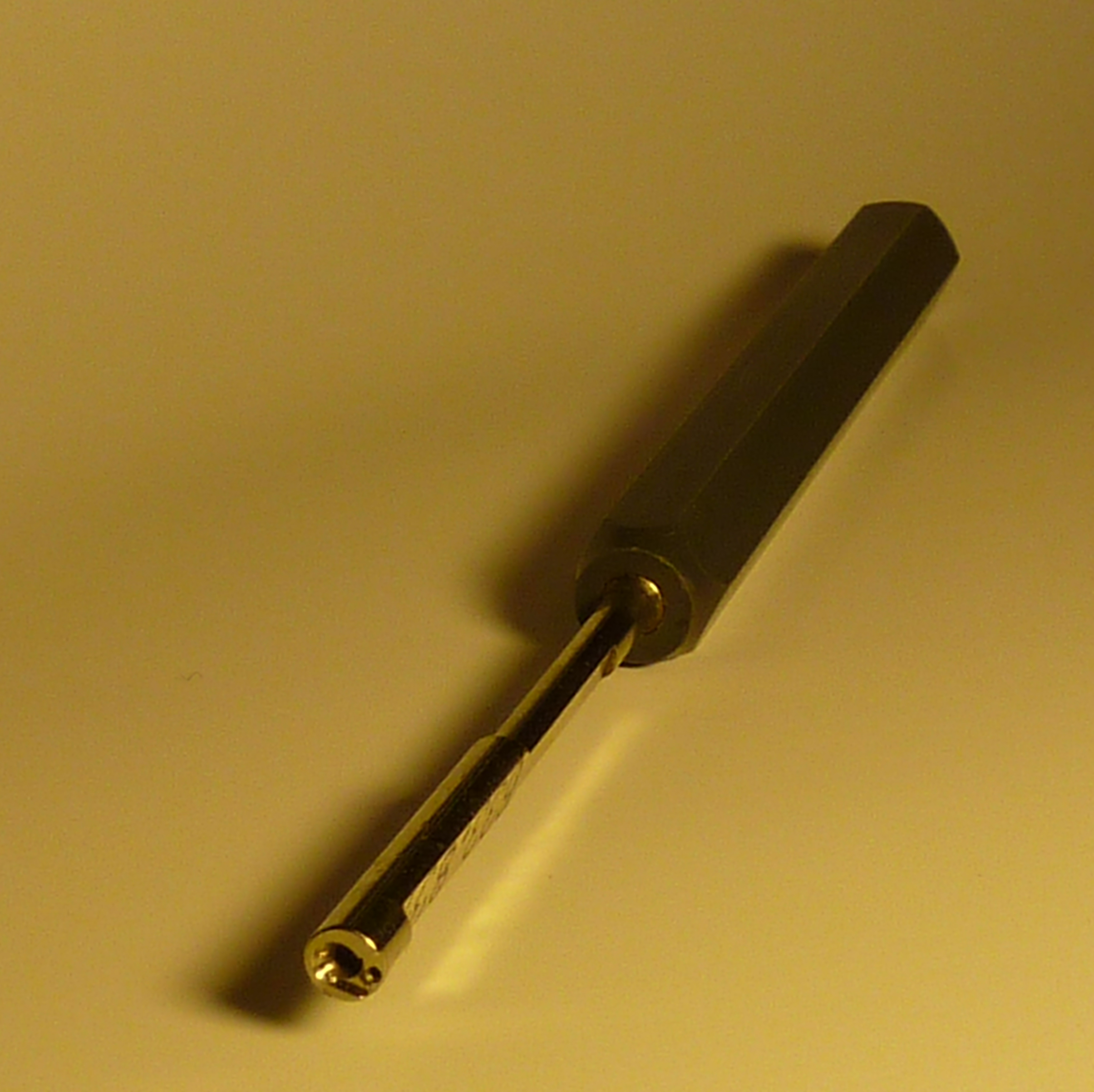
Ręczna
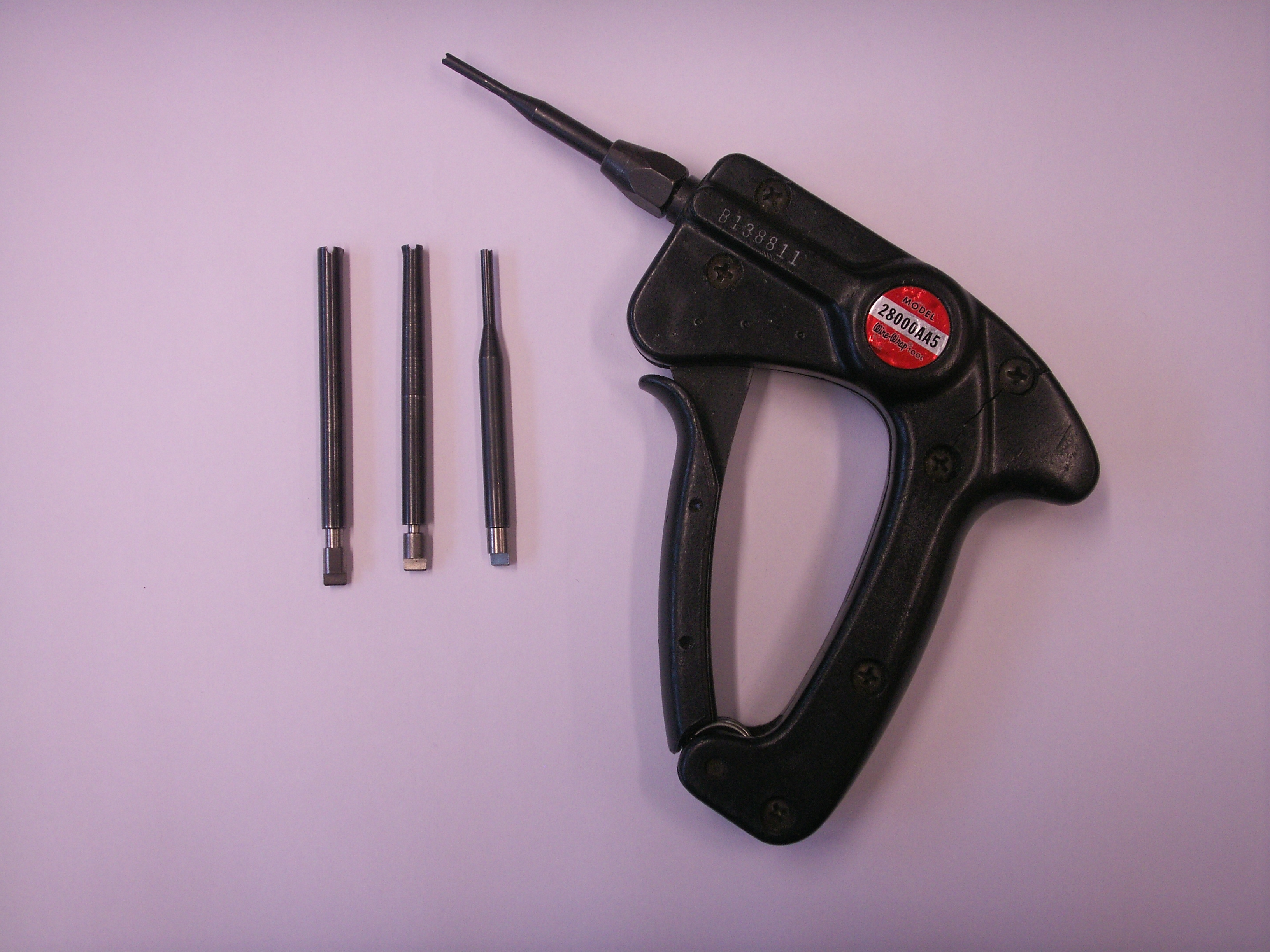
Mechaniczna
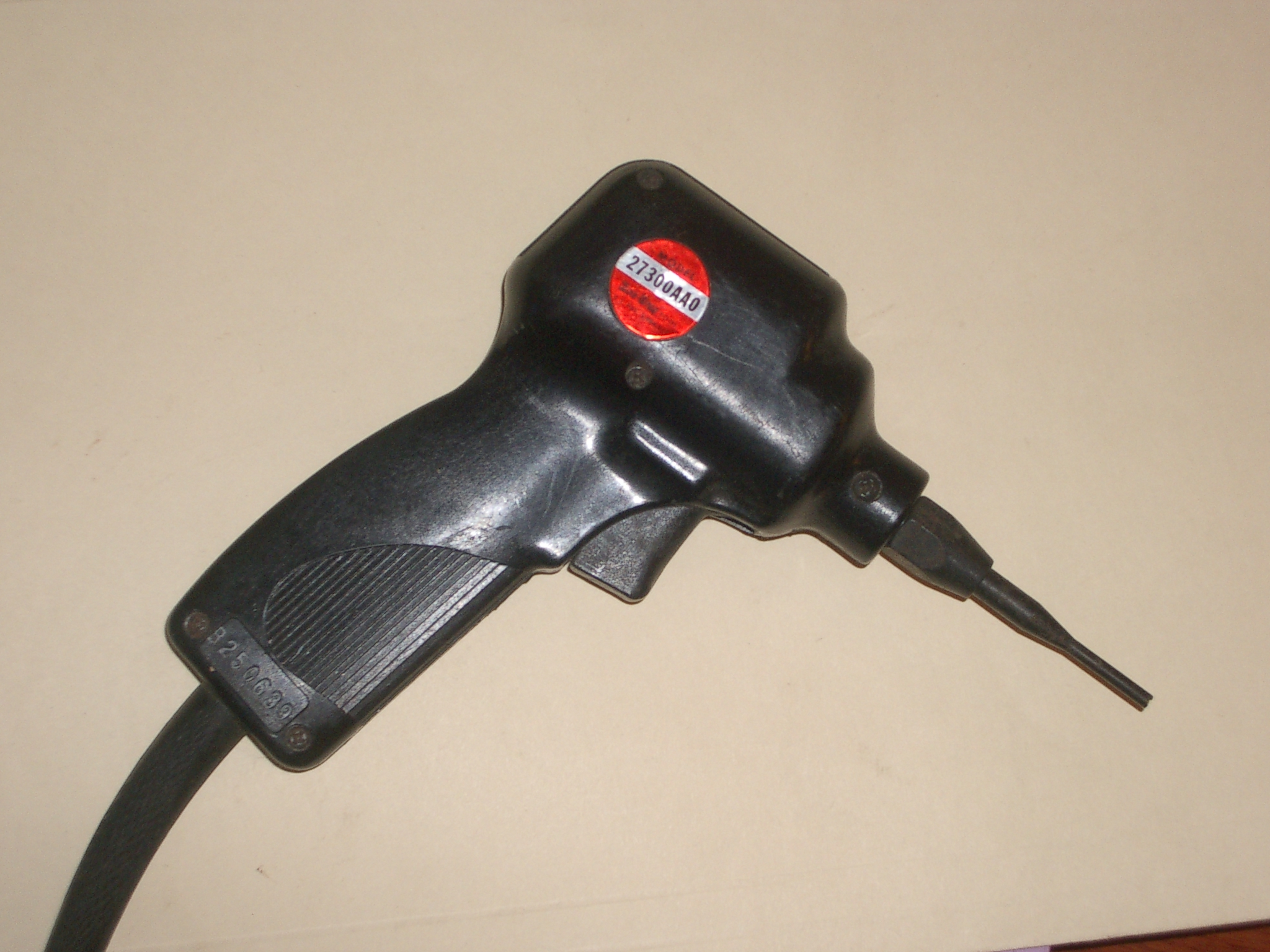
Elektryczna